# Sea Baby

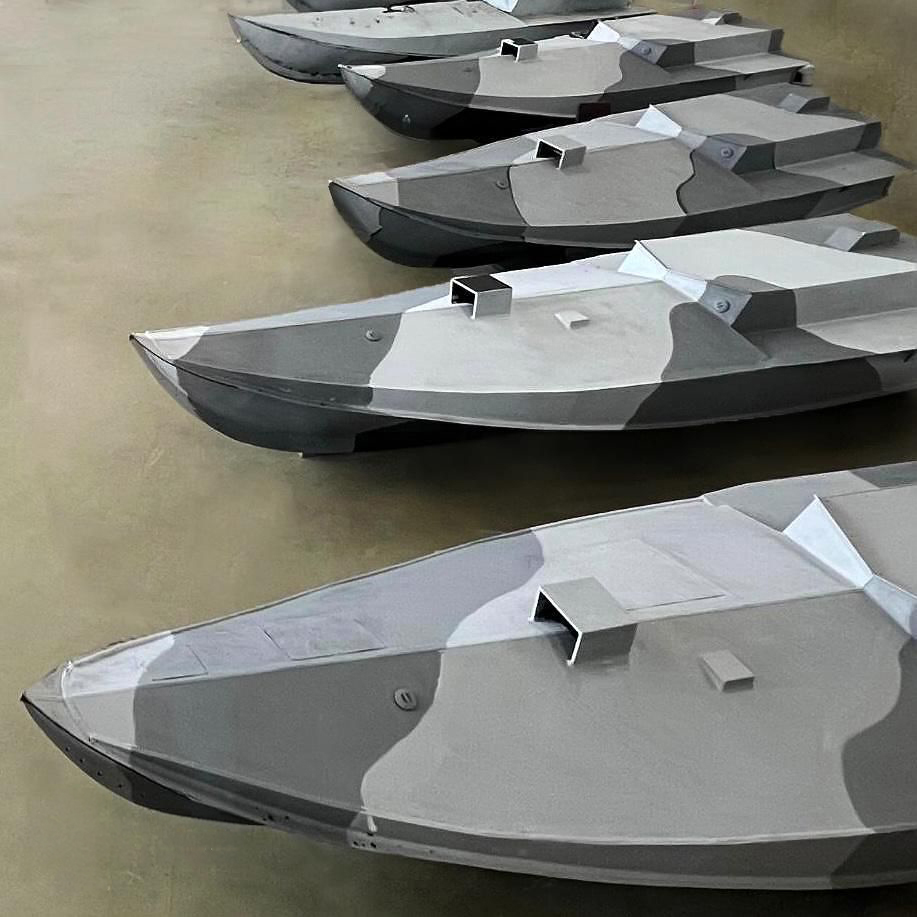
Sea-Baby-Poster (16. August 2023)

Sea Baby (ukrainisch Морський малюк) ist eine Überwasser-Drohne des ukrainischen Militärs mit vielseitigen Einsatzmöglichkeiten, die vom Sicherheitsdienst der Ukraine (SBU) während der russischen Invasion in die Ukraine entwickelt wurde. Drohnen dieses Typs nahmen aktiv am Kampf um das Schwarze Meer teil und verursachten Schäden an mehreren russischen Schiffen.
Die Drohne kann sowohl eine Sprengladung tragen als auch andere Ausrüstung, wie zum Beispiel sechs Raketenwerfer.

## Geschichte

### Entwicklung
Nach Angaben des Sicherheitsdienstes der Ukraine stammt die Idee zur Entwicklung von unbemannten Angriffsdrohnen von einem Brigadegeneral des SBU mit dem Pseudonym „Hunter“. Die ersten Modelle wurden bis Juli 2022 in Zusammenarbeit mit Experten der ukrainischen Marine und einem privaten Unternehmen entwickelt. Später entschied sich der SBU, die Drohnen eigenständig zu entwickeln, was zur Entwicklung des Sea Baby führte, während das private Unternehmen später die MAGURA-V5-Drohnen für den Militärnachrichtendienst der Ukraine (HUR) entwickelte.
Anfang März 2024 stellte das SBU die Weiterentwicklung ihrer Drohne vor – Sea Baby 2024. Zur Finanzierung der Produktion sammelten die staatliche Spendenorganisation United24 und die ukrainische Bank monobank fast 300 Millionen Hrywnja. Am 6. März zeigte Brigadegeneral Iwan Lukaschewitsch, Leiter der militärischen Gegenspionage des SBU, die erste von insgesamt 35 geplanten Drohnen, die den Namen der ukrainischen Stadt Awdijiwka erhielt.

## Einsatz

### Russisch-Ukrainischer Krieg
Am 17. Juli 2023 um 3:04 Uhr und 3:20 Uhr Ortszeit beschädigten zwei Sea-Baby-Drohnen die Krim-Brücke, wodurch eine Stütze und die Fahrbahn der Brücke beschädigt wurden.
Am 14. September 2023 wurde die Samum, eine Korvette der Bora-Klasse, getroffen. Später tauchte ein Video auf, das zeigte, wie das Schiff mit deutlicher Schlagseite abgeschleppt wurde.
Im Oktober 2023 wurden durch die Angriffe der Sea-Baby-Drohnen die Korvette Pawel Derschawin der Wassili-Bykow-Klasse und der Rettungsschlepper Professor Nikolaj Muru beschädigt, im Dezember der Minenjäger Wladimir Kositskii.
Laut dem Leiter des SBU, dem Generalleutnant Wassyl Maljuk, wurden 2023 insgesamt elf russische Kriegsschiffe beschädigt.

## Technische Eigenschaften

### Sea Baby 2022–2023
United24 gibt folgende Daten an:
| Eigenschaft            | Wert                                                          |
| ---------------------- | ------------------------------------------------------------- |
| Länge                  | 6 m                                                           |
| Breite                 | 2 m                                                           |
| Höhe über Wasserlinie  | 0,6 m                                                         |
| Reichweite             | über 1000 km                                                  |
| Kampflast              | bis zu 850 kg                                                 |
| Maximalgeschwindigkeit | 90 km/h                                                       |
| Maschinenleistung      | 400 PS                                                        |
| Kosten der Einheit     | ca. 8,5 Millionen Hrywnja (ca. 205.200 Euro, Stand März 2024) |

### Sea Baby 2024
Frühere Versionen der Sea Baby verwendeten Starlink als Hauptkommunikationskanal. Das Erscheinungsbild und die Verlegeart des Kabels waren eine vorübergehende Lösung für Demonstrationszwecke. Als zusätzlicher Backup-Kommunikationskanal wurde mit dem Satellitenkommunikationsbetreiber Kymeta eine Antenne am Heck installiert. Darüber hinaus wurden die äußeren Spanten auf dem Deck im neuen Drohnendesign entfernt, was das Fahrzeug unauffälliger machen soll.
| Eigenschaft | Wert           |
| ----------- | -------------- |
| Länge       | 6 m            |
| Reichweite  | über 1000 km   |
| Kampflast   | bis zu 1000 kg |